# بريانا إيد
برينا نيكول إيد (بالإنجليزية: Breanna Nicole Yde)‏ هي ممثلة أمريكية. ولدت في 11 يونيو 2003 في سيدني، أستراليا.

## فيلموغرافيا

### الأدوار التليفزيونية والسينمائية
| سنة       | لقب                                        | دور              | ملاحظات                                    |
| --------- | ------------------------------------------ | ---------------- | ------------------------------------------ |
| 2009      | الدراسات الاجتماعية                        | آني              | فيلم قصير                                  |
| 2010      | المستوى 26: نبوءة مظلمة                    | يونغ سيبي دارك   |                                            |
| 2011      | كيف قد قابلت أمك                           | فتاة صغيرة       | الحلقة: " التحدي مقبول "                   |
| 2013-2015 | هاثاوايز المسكون                           | فرانكي هاثاواي   | دور أساسي                                  |
| 2014      | تشارلي في عشاء الراشدين                    | تشارلي           | فيلم قصير                                  |
| 2014      | سانتا هانترز                               | زوي              | فيلم تلفزيوني                              |
| 2015      | لحظة أمي                                   | نعمة او وقت سماح | الحلقات: "ضارب للرئيس" و "المشي مثل الصبي" |
| 2015      | نيكلوديون هو هو عطلة                       | نفسها            | تلفزيون خاص                                |
| 2016-2018 | مدرسة الروك                                | توميكا           | دور أساسي                                  |
| 2016-2018 | البيت الصاخب                               | روني آن          | الدور الصوتي المتكرر (المواسم 1–3)         |
| 2016      | ألبرت                                      | مولي             | دور صوتي فيلم تلفزيوني                     |
| 2017      | نيكلوديون ليست خاصة في عيد الحب            | نفسها            | دور أساسي                                  |
| 2017      | نيكي وريكي وديكي ودون                      | سيمون            | الحلقة: " أن تتم دعوتك أو لا تكون "        |
| 2017      | مخيم صيفي نكلوديون الأزيز خاص              | ديلوريس          | تلفزيون خاص                                |
| 2017      | الهروب من مكتبة السيد ليمونسيلو            | أكيمي            | فيلم تلفزيوني                              |
| 2017      | ماريا كاري كل ما أريده لعيد الميلاد هو أنت | ليتل ماريا       | دور صوتي فيلم مباشر إلى فيديو              |
| 2019      | إنقاذ ماليبو                               | جينا             | دور أساسي؛ مسلسل نتفليكس التلفزيوني        |

## روابط خارجية
- بريانا إيد على موقع IMDb (الإنجليزية)
- بريانا إيد على موقع روتن توميتوز (الإنجليزية)
- بريانا إيد على موقع ميوزك برينز (الإنجليزية)
- بريانا إيد على موقع ديسكوغز (الإنجليزية)
- بريانا إيد على موقع قاعدة بيانات الفيلم (الإنجليزية)